# Альсате, Анибаль
Аниба́ль Альса́те Со́са (исп. Aníbal Alzate Sosa; 31 января 1933, Медельин — 31 марта 2016, Ибаге) — колумбийский футболист, участник чемпионата мира по футболу 1962 года.

## Биография

### Клубная карьера
Альсате на протяжении футбольной карьеры играл за «Депортес Толима», в составе которой за 11 сезонов сыграл 237 матчей; он был известен, как техничный и сильный защитник.

### Карьера в сборной
В составе сборной Колумбии играл на чемпионате мира по футболу 1962 года и Чемпионате Южной Америки 1963 года, которые завершились для колумбийцев провалами. Всего за сборную Колумбии сыграл 5 матчей, в которых не забил ни одного мяча.

### Смерть
Скончался 31 марта 2016 года в больнице города Ибаге в возрасте 83 лет от остановки сердца и дыхания.